# 布朗菲爾德 (德克薩斯州)
布朗菲爾德（英語：Brownfield）是一個位於美國德克薩斯州特里縣的城市。根據2010年美國人口普查，該地共人口9657人，而該地的面積約為16.40平方千米。同時該地也是特里縣的縣治。

## 地理
布朗菲爾德的座標為33°10′47″N 102°16′15″W / 33.17972°N 102.27083°W，而該地的平均海拔高度為1009米（即3310英尺）。